# Norvela Forster
Norvela Felicia Forster (ur. 25 lipca 1931 w Gillingham, zm. 30 kwietnia 1993) – brytyjska polityk, menedżer i przedsiębiorca, posłanka do Parlamentu Europejskiego I kadencji.

## Życiorys
Studiowała chemię w Bedford College w ramach Uniwersytetu Londyńskiego. Podjęła pracę w koncernie Imperial Chemical Industries, początkowo jako chemik, następnie na stanowiskach menedżerskich w dziale rozwoju. W 1966 odeszła z tego przedsiębiorstwa, rozpoczynając kształcenie w zawodzie rzecznika patentowego. Rozpoczęła jednocześnie prowadzenie działalności gospodarczej w branży doradczej. Zaangażowała się w działalność polityczną w ramach Partii Konserwatywnej, współpracowała z działającym przy niej think tankiem Bow Group. Od 1962 do 1965 zasiadała w radzie borough Hampstead. W 1979 wybrana posłanką do Parlamentu Europejskiego, przystąpiła do frakcji Europejscy Demokraci. W 1984 nie wybrano jej ponownie, powróciła wówczas do działalności konsultingowej.